# 両毛インターネットデータセンター
株式会社両毛インターネットデータセンターは、群馬県桐生市に本社を置くミツバグループである両毛システムズの子会社で、インターネットサービス・受託計算処理サービスなどを行う企業である。インターネットサービスプロバイダーとしてのブランド名はサンフィールド・インターネット。

## 沿革
- 1995年 - 会社設立。
- 2009年 - 株式会社両毛システムズの子会社（非連結）となる。
- 2012年 - 同じく両毛システムズの子会社である株式会社両毛データセンターを合併し、商号を株式会社サンフィールド・インターネットから株式会社両毛インターネットデータセンターに変更。